# Festuca cuzcoensis
Festuca cuzcoensis är en gräsart som beskrevs av Stancík och Paul M. Peterson. Festuca cuzcoensis ingår i släktet svinglar, och familjen gräs. Inga underarter finns listade i Catalogue of Life.